# Јалшевец Свибовечки
Јалшевец Свибовечки је насељено место у саставу града Вараждинске Топлице у Вараждинској жупанији, Хрватска. До територијалне реорганизације у Хрватској налазио се у саставу старе општине Нови Мароф.

## Становништво
На попису становништва 2011. године, Јалшевец Свибовечки је имао 302 становника.

## Попис1991.
На попису становништва 1991. године, насељено место Јалшевец Свибовечки је имало 376 становника, следећег националног састава:
| Попис 1991.‍ | Попис 1991.‍ | Попис 1991.‍ | Попис 1991.‍ | Попис 1991.‍ |
| ----------- | ----------- | ----------- | ----------- | ----------- |
|             |             |             |             |             |
| Хрвати      | Хрвати      |             | 356         | 94,68%      |
| Југословени | Југословени |             | 2           | 0,53%       |
| Срби        | Срби        |             | 1           | 0,26%       |
| Црногорци   | Црногорци   |             | 1           | 0,26%       |
| непознато   | непознато   |             | 16          | 4,25%       |
| укупно: 376 |             |             |             |             |